# Gotelé

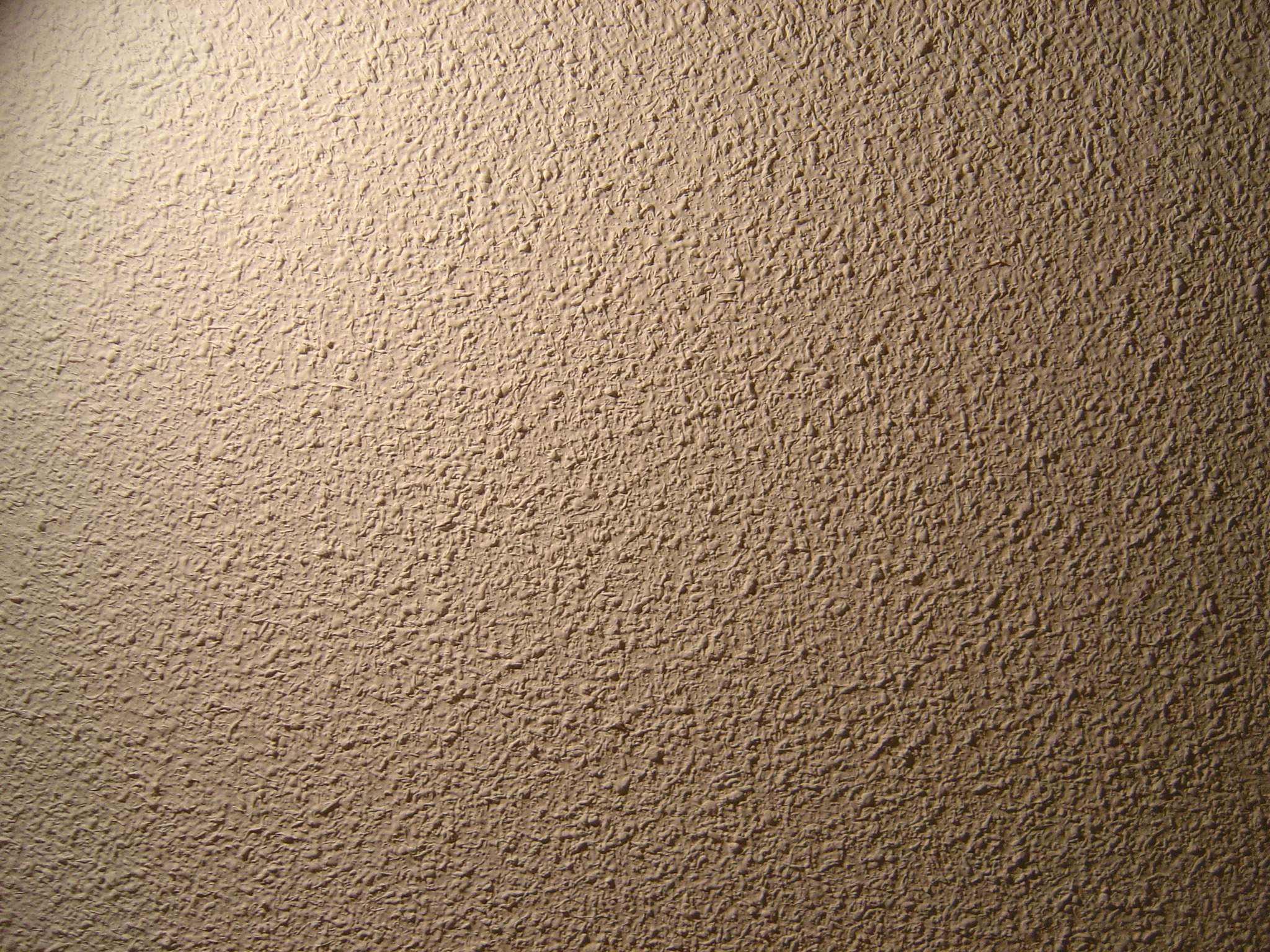
Aspecto de una pared pintada con gotelé.

El gotelé (del francés goutte o gouttelette, gota o «gotita») es una técnica que consiste en esparcir pintura al temple más espesa de lo habitual, de tal manera que durante su aplicación aparezcan gotas o grumos de material que produzcan una superficie final de acabado grumoso. Esta técnica se utiliza por su capacidad para disimular las imperfecciones en las paredes de los edificios.

## Aplicación
El gotelé común se hace con pintura al temple. Opcionalmente, se pueden utilizar pastas densificantes a las que se añade una pequeña proporción de agua (a mayor cantidad de agua, texturas más finas), o bien pinturas a la cola ya preparadas para este fin. 
El gotelé se puede aplicar manualmente con una paleta, pero lo habitual es aplicarlo a unos 15-20cm de distancia de la pared con pistolas especiales para gotelé (air-brush), que incorporan un compresor para expulsar el producto, y pueden regular la boquilla para obtener distintos granos o texturas de acabado. También pueden utilizarse máquinas manuales para aplicar gotelé denominadas tirolesas (ya que en realidad fueron pensadas para aplicar el llamado revoco tirolés): éstas consisten en unas cajas de chapa con rodillos dentados, que expulsan la pintura accionando manualmente una manivela. Por último, existen rodillos que consiguen efectos de picado similares a los del gotelé, e incluso se pueden utilizar técnicas caseras, como aplicarlo con una escoba.
La pintura para gotelé, en función de su rugosidad o tamaño de grumos, puede requerir entre 0,8 kg y 1,5 kg de material por m2. Puede aplicarse en una sola capa, o en dos siguiendo distintas direcciones. El gotelé suele pintarse posteriormente con pinturas plásticas, de mayor durabilidad y más fáciles de lavar, aunque también es posible dejarlo tal cual acabado final. Una tercera opción consiste en colorearlo en masa con tintes añadidos a la mezcla, siempre y cuando el tono buscado no sea excesivamente fuerte. En estos casos, la concentración de tinte no puede ser excesiva (del orden del 5-6%), por lo que los colores resultantes serán suaves o tipo pastel. El tiempo normal de secado al tacto suele rondar entre las 2 y 4 horas.

## Eliminación
Para eliminar el acabado grumoso del gotelé sin necesidad de retirar físicamente el material, existen pastas específicas que cubren la textura inicial. Sin embargo, el proceso es largo (exige varias manos de aplicación del producto) y sólo es efectivo en gotelés de grano medio o fino. Esta solución, no obstante, puede ser la más adecuada si el soporte de la pintura es cartón-yeso, pues retirar el gotelé en este tipo de soportes conlleva la destrucción de la lámina de cartón del propio material. Si la pared es de ladrillo y está pintada con pintura al temple, se puede rascar con una espátula previo humedecido del soporte. Si la pintura es plástica, el proceso de rascado es más laborioso. En este caso, una buena opción que no daña las paredes es utilizar un decapante para pintura plástica y revestimientos.
Hay que tener presente que la eliminación del gotelé, además de las marcas originadas por el raspado, frecuentemente desenmascara defectos de ejecución originales de la pared, por lo que antes de pintar nuevamente, probablemente será necesario repasar la superficie con algunas pastas reparadoras. En paredes con grandes aguas o abombamientos, es conveniente plantearse como opción al raspado el revestir directamente la pared con una placa de cartón-yeso para conseguir una superficie lisa y plana. Este procedimiento resulta más caro, y tiene la desventaja de disminuir el espacio en un par de centímetros, pero también mejora considerablemente la insonorización de la pared, por lo que en no pocos casos puede constituir una opción más interesante. También se puede recubrir la superficie con masilla para pared con una llana.